# Stefano Merli
Stefano Merli (Podenzano, 1925 – Parma, 18 agosto 1994) è stato uno storico e politologo italiano.

## Biografia
Fratello di Vincenzo e Giovanna, cresce nel mondo contadino e operaio emiliano, diventando militante socialista. Storico del movimento operaio, ha insegnato nelle università di Siena, Venezia e Milano. Ha diretto con Luigi Cortesi la Rivista storica del socialismo ed è stato attivo nella politica nelle file del Partito Socialista Italiano di Unità Proletaria, poi, dopo il suo scioglimento, in quelle del Partito di Unità Proletaria. Il suo archivio è custodito dall'Istituto per la Storia della Resistenza e dell’Italia Contemporanea della provincia di Rimini

## Opere principali
- La rinascita del socialismo italiano e la lotta contro il fascismo 1934-1939. Documenti inediti dell’Archivio Angelo Tasca, Annali dell'Istituto Giangiacomo Feltrinelli, 5 (1962), pp. 541-846.
- Proletariato di fabbrica e capitalismo industriale: il caso italiano, 1880-1900, 2 voll., Firenze, La Nuova Italia, 1972-1973
- L'altra storia: Bosio, Montaldi e le origini della nuova sinistra, Milano, Feltrinelli, 1977
- Il Partito nuovo di Lelio Basso: 1945-1946, Venezia, Marsilio, 1981
- I socialisti, la guerra, la nuova Europa: dalla Spagna alla Resistenza, 1936-1942, Milano, Fondazione Anna Kuliscioff, 1993